# Старый Шилик (Башкортостан)
Старый Шилик (баш. Иҫке Шилик) — упразднённый хутор в Калтасинском районе Республики Башкортостан Российской Федерации. Входил на год упразднения в состав Калтасинского сельсовета. Жили татары (1959).

## Название
От иҫке* и прежнего названия Шилек. Ср.
Яны Шилек (Новый Шилик) — деревня в Бураевском районе:64-65.

## География

### Географическое положение
Расстояние до:
- районного центра (Калтасы): 7 км,
- ближайшей ж/д станции (Янаул): 45 км.

## История
Основан в конце 19 в. на территории Бирского уезда.
Существовал до середины 1970-х

## Население
В 1906 — 104 человека (из них 56 мужчин, 48 женщин), в 1920 — 96, в 1939 — 47, в 1959 — 91, в 1969 — 58.

## Инфраструктура
В 1906 действовал поташный завод.